# Paris-Roubaix de 1959
A 57.ª edição da corrida de ciclismo Paris-Roubaix teve lugar a 12 de abril de 1959 e foi vencida pelo belga Noël Foré.

## Classificação final
| Posição | Ciclista         | Equipa            | Tempo      |
| ------- | ---------------- | ----------------- | ---------- |
| 1       | Noël Foré        | Groene Leeuw      | 6h 08' 20" |
| 2       | Gilbert Desmet   | Faema             | m. t.      |
| 3       | Marcel Janssens  | Flandria-Dr. Mann | m. t.      |
| 4       | Rik van Looy     | Faema             | + 57"      |
| 5       | Tino Sabbadini   | Mercier           | m. t.      |
| 6       | Alfred de Bruyne | Peugeot-BP-Dunlop | m. t.      |
| 7       | Frans de Mulder  | Groene Leeuw      | m. t.      |
| 8       | Leon van Daele   | Flandria-Dr. Mann | + 1' 04"   |
| 9       | Frans Aerenhouts | Mercier           | m. t.      |
| 10      | Raymond Impanis  | Elve-Peugeot      | m. t.      |